# Gaucho (álbum)
Gaucho es el séptimo álbum de estudio de la banda de rock estadounidense Steely Dan, lanzado el 21 de noviembre de 1980 por MCA Records. Las sesiones para Gaucho representan la inclinación típica de la banda por el perfeccionismo de estudio y la obsesión por las técnicas de grabación. Para grabar el álbum, la banda utilizó al menos 42 músicos diferentes, pasó más de un año en el estudio y superó con creces el anticipo monetario original otorgado por el sello discográfico. En 1982, el álbum ganó el premio Grammy a la mejor producción de grabación no clásica y recibió nominaciones al Grammy por Álbum del año y Mejor interpretación pop de un dúo o grupo con voces.
Durante el lapso de dos años en el que se grabó el álbum, la banda estuvo plagada de una serie de problemas creativos, personales y profesionales. MCA, Warner Bros. y Steely Dan tuvieron una batalla legal a tres bandas por los derechos para lanzar el álbum. Después de su lanzamiento, el músico de jazz Keith Jarrett recibió un crédito de coautoría en la canción homónima después de amenazar con emprender acciones legales por plagio de la canción de Jarrett "Long As You Know You're Living Yours". Gaucho marcó un cambio estilístico significativo para la banda, introduciendo un formato más minimalista, basado en el ritmo y la atmósfera. Los cambios de acordes armónicamente complejos que eran una marca distintiva de las canciones anteriores de Steely Dan son menos prominentes en Gaucho, y las canciones del disco tienden a girar en torno a un solo ritmo o estado de ánimo, aunque las progresiones de acordes complejas todavía estaban presentes, particularmente en "Babylon Sisters" y "Glamour Profession". Gaucho resultó ser el último álbum de estudio de Steely Dan antes de una pausa de 20 años de la industria discográfica.

## Trasfondo
Dificultades excepcionales plagaron la producción del álbum. En 1978, Donald Fagen y Walter Becker se habían establecido como los dos únicos miembros permanentes de Steely Dan, utilizando un elenco rotatorio de músicos de sesión para grabar las canciones que escribieron juntos. Sin embargo, la relación laboral del dúo comenzó a tensarse, en gran parte debido al creciente uso de drogas de Becker.
Durante el curso de las sesiones de Gaucho, Becker fue atropellado por un automóvil un sábado por la noche mientras caminaba hacia su apartamento en el Upper West Side. Becker logró empujar a la mujer con la que estaba fuera de peligro, pero sufrió múltiples fracturas en una pierna, un esguince en la otra pierna y otras lesiones. Durante su recuperación de seis meses, sufrió infecciones secundarias. Mientras Becker estaba en el hospital, él y Fagen continuaron sus colaboraciones musicales por teléfono.
Los problemas personales de Becker continuaron aumentando cuando su novia, Karen Roberta Stanley, murió de una sobredosis de drogas en su casa el 30 de enero de 1980. Su familia lo demandó por 17,5 millones de dólares en enero de 1981, alegando que él le había introducido a la mujer a la cocaína, la morfina, los barbitúricos y la heroína. Más tarde, el tribunal falló a favor de Becker.

## Música y letras
Según Mike Powell de Stylus Magazine, Gaucho combina "un cinismo poético y amargo con un jazz-rock libre", mientras que Stephen Thomas Erlewine de AllMusic dice que "esencialmente replica el suave jazz-pop de Aja, pero sin nada de lo oscuro, romance seductor o aura elegante de ese disco". De manera similar, el historiador del rock Joe Stuessy sugiere que es uno de una serie de álbumes de Steely Dan que mostraban una progresión de influencias del jazz en el sonido de la banda, que a menudo se describía como "fusión de jazz y rock". El periodista musical y locutor Paul Sexton escribe que, si bien Aja había "anunciado su exploración cada vez mayor de las influencias del jazz", Gaucho es "su obra maestra del yacht rock". En relación con este último género, Timothy Malcolm de la revista Houstonia dice que el álbum presenta "una serie de delicias náuticas", mientras que Erlewine destaca la canción homónima como ejemplar del género. Patrick Hosken de MTV News dice que, al igual que Aja, Gaucho muestra cómo "el gran yacht rock también es musicalmente más ambicioso de lo que parece, vinculando el jazz y el blue-eyed soul con el funk y el R&B".
El libro Best of Steely Dan de Hal Leonard explica que Gaucho es "un álbum conceptual de siete cuentos interrelacionados sobre aspirantes a hipsters". La letra de "Hey Nineteen" trata sobre un hipster anciano que intenta ligar con una chica tan joven. quien no reconoce a "'Retha Franklin" sonando en el estéreo. La canción cierra con la línea ambigua, "The Cuervo Gold, the fine Colombian, make tonight a wonderful thing" (traducida como "El Cuervo Gold, la fina colombiana, hacen esta noche una cosa maravillosa"), dejando a criterio del oyente si el narrador está consumiendo tequila y drogas con el interés amoroso, o si de hecho está solo.
Stewart Mason de AllMusic dice que "Time Out of Mind" es "una canción apenas velada sobre la heroína, específicamente la primera experiencia de un joven con la droga a manos de un maniático pseudo-religioso pretencioso que habla de "perseguir al dragón" con la 'esfera mística directamente de Lhasa' ". Según Ian MacDonald," Dos canciones son sobre prostitutas, dos más sobre las actividades de los traficantes de cocaína, y una quinta describe el desenlace de una sórdida disputa matrimonial. Lo que redime todo es el humor y el arte. Las letras rezuman clase así como clase baja, mientras que la música, cualquiera que sea su forma o disfraz, es inmaculada".
Keith Jarrett demandó a Becker y Fagen por infracción de derechos de autor sobre la canción homónima del álbum, alegando que plagíaba "Long As You Know You're Living Yours" de su álbum de 1974, Belonging. Como resultado, Jarrett fue incluido como coautor de la pista. En una entrevista después del lanzamiento de Gaucho, Fagen dijo que amaba la pista de Jarrett y que había sido fuertemente influenciado por ella.

## Grabación

### Sesiones de grabación
Con Aja de 1977, el dúo se había acostumbrado a grabar con músicos de sesión con sede en Los Ángeles. Las sesiones para Gaucho comenzaron en la ciudad de Nueva York durante 1978. La transición al uso de intérpretes de la ciudad de Nueva York durante las sesiones de Gaucho resultó difícil, porque los músicos no estaban entusiasmados con el estilo de grabación obsesivo y perfeccionista de Becker y Fagen.
Fagen y Becker contrataron a Mark Knopfler para tocar el solo de guitarra en "Time Out of Mind" después de escucharlo tocar en el exitoso sencillo de Dire Straits "Sultans of Swing". En la sesión se grabaron varias horas de la interpretación de Knopfler, pero sus contribuciones, tal como se escuchan en el disco, se limitan a unos cuarenta segundos.
Las sesiones de mezcla del álbum resultaron ser tan difíciles como las sesiones de grabación. Becker, Fagen, Nichols y Katz necesitaron más de 55 intentos para completar una mezcla satisfactoria del fade-out de 50 segundos de "Babylon Sisters".

### Grabación de batería

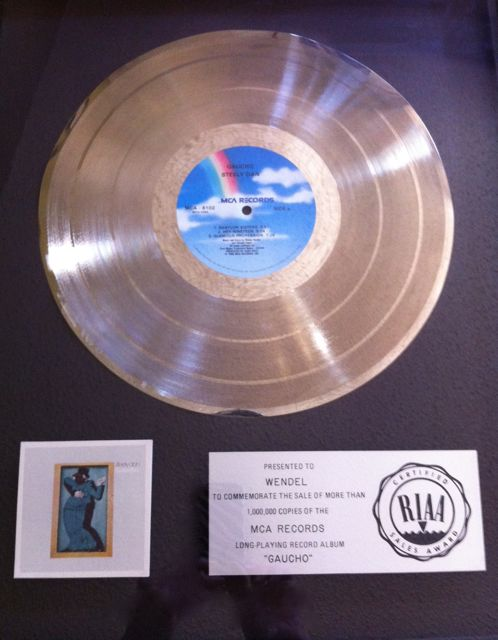
Disco de platino otorgado a la caja de ritmos "Wendel" inventada por el ingeniero de grabación Roger Nichols

A pesar de que los músicos de sesión contratados para Gaucho estaban entre los más talentosos de las fraternidades de sesión de la costa este y oeste, Fagen y Becker todavía no estaban satisfechos con las pistas básicas de algunas de las canciones, particularmente con respecto a la sincronización de las pistas de batería. En una entrevista de 2006 para Sound On Sound Magazine, Donald Fagen declaró que él y Becker le dijeron al ingeniero de grabación Roger Nichols:
“'Es una lástima que no podamos hacer que una máquina reproduzca el ritmo que queremos, con sonidos de batería de frecuencia completa, y poder mover la caja y el bombo de forma independiente'. Nichols respondió: "Puedo hacer eso". Esto fue en 1978 o algo así, así que dijimos '¿Puedes hacer eso?' A lo que dijo 'Sí, todo lo que necesito son 150.000 dólares'. Así que le dimos el dinero de nuestro presupuesto de grabación, y seis semanas después vino con esta máquina y así fue como empezó todo".
Nichols nombró a la caja de ritmos "Wendel". Posteriormente, Wendel recibió un disco de platino. 

Según Ken Micallef en un artículo de Modern Drummer, la pista de batería de la canción homónima se compuso a partir de 46 tomas diferentes. El baterista de la sesión, Jeff Porcaro, se cita diciendo:
"Desde el mediodía hasta las seis tocábamos la melodía una y otra y otra vez, mejorando cada parte. Íbamos a cenar y volvíamos y empezábamos a grabar. Hacían que todo el mundo tocara como si su vida dependiera de ello. Pero ellos no retenían todo lo que tocábamos esa noche, sin importar lo bueno que fuera. Todo lo que buscaban era la pista de batería".
El baterista Bernard Purdie tocó su característico shuffle de medio tiempo, el Purdie Shuffle, en "Babylon Sisters".

### "The Second Arrangement", canciones descartadas y bootlegs
"The Second Arrangement" era una de los favoritas del productor Gary Katz y Nichols. A finales de diciembre de 1979, después de semanas de trabajar en una grabación particular de la pista, aproximadamente tres cuartas partes de la canción fueron borradas accidentalmente por un ingeniero asistente a quien Katz le había pedido que preparara la pista para escucharla. La banda intentó volver a grabar la pista, pero finalmente abandonó la canción por completo.
El biógrafo de Steely Dan, Brian Sweet, ha escrito que el grupo abandonó la canción a favor de centrarse en "Third World Man". Steely Dan nunca tocó "The Second Arrangement" en vivo hasta un show de rarezas el 17 de septiembre de 2011, y una grabación de estudio de la canción permanece inédita. Sin embargo, existe un puñado de demos y grabaciones descartadas de la canción en forma pirata.
Además de "The Second Arrangement", se escribieron varias canciones para el álbum que no se incluyeron en el lanzamiento final. Algunos de ellos fueron incluidos en un bootleg titulado The Lost Gaucho, que presenta grabaciones de las primeras sesiones del álbum. Los títulos de las canciones incluyen "Kind Spirit", "Kulee Baba", "The Bear" y "Talkin 'About My Home", así como "The Second Arrangement". Una primera versión de "Third World Man", con letras alternativas, se incluye bajo el título "Were You Blind That Day". Esa grabación data de las sesiones de Aja.

Durante una clínica de guitarra en 2011, Larry Carlton dijo de "Third World Man": 
"Cuando salió la revista Billboard... sobre Gaucho, esta reportaba 'Steely Dan lanzó ... bla bla bla ... y una gran solo de guitarra de Larry Carlton', y dije,' ¡pero no toqué en Gaucho!, ¡lo hicieron en Nueva York, no toqué en él! '. Entonces me enteré más tarde: habían terminado de mezclar en Nueva York, y uno de los ingenieros borró una de sus pistas maestras. Así que "Third World Man" estaba en la lata de The Royal Scam y tuvieron que volver a buscar en las viejas cintas y encontrar algo para terminar el álbum, y así terminé en Gaucho interpretando a "Third World Man".

## Portada
La portada se basa en una placa mural obra del artista argentino Israel Hoffmann, conocida como "Guardia Vieja - Tango", la cual se ubica en el paseo y callejón-museo conocido como Caminito, ubicado en el barrio de La Boca (en el límite sudeste de la Ciudad de Buenos Aires).

## Lanzamiento
Justo antes del lanzamiento del álbum, los miembros de la banda tuvieron otra discusión con MCA sobre el precio de lista minorista. MCA hizo que Steely Dan, junto con el álbum de Tom Petty and the Heartbreakers Hard Promises y la banda sonora de Olivia Newton-John/Electric Light Orchestra Xanadu, un caso de prueba para su nueva política de "precios de superestrella", según la cual los álbumes nuevos de los artistas más vendidos se venderían por $9,98, un dólar más que los de otros artistas. Steely Dan se opuso a esta idea, temeroso de que los fans les echaran la culpa.

## Recepción
El álbum fue recibido con críticas en su mayoría positivas. Ariel Swartley de Rolling Stone dijo sobre el álbum: "Después de años de hibernación en el estudio, la metamorfosis que comenzó con The Royal Scam está completa. Steely Dan ha perfeccionado la estética de la burla". The New York Times le dio una reseña positiva, luego considerándolo el mejor álbum de 1980, superando a Remain in Light de Talking Heads y Closer de Joy Division. El álbum también recibió una crítica positiva del Montreal Gazette.
No todas las críticas fueron positivas. La segunda edición de The Rolling Stone Album Guide le dio a Gaucho una calificación de 1 estrella sobre 5; el crítico Dave Marsh lo llamó "el tipo de música que pasa por jazz en los salones de los hoteles Holiday Inn, con el tipo de letra que pasa por poesía en las clases de inglés de primer año". Pete Bishop del Pittsburgh Press lo encontró "demasiado bien elaborado, también artificialmente sofisticado", y carente de espontaneidad. Robert Christgau de Village Voice comentó: "Incluso la canción con Aretha da crédito a los rumores de que el LP originalmente se tituló Countdown to Lethargy (traducido al español como "cuenta regresiva al letargo"). En el año 2000 fue votado como el álbum número 504 en el All Time Top 1000 Albums de Colin Larkin.
En una revisión retrospectiva de AllMusic, Stephen Thomas Erlewine escribió que Gaucho, "si bien es similar a Aja en cuanto a sonido, presenta actuaciones musicales que se han ensayado demasiado hasta el punto de carecer de resonancia emocional, así como una composición de canciones inferior, a excepción de los las canciones destacadas "Babylon Sisters", "Time Out of Mind" y "Hey Nineteen", que "hacen que el resto de la brillante y serpenteante fusión del álbum valga la pena". David Sakowski de PopMatters revaluó el álbum como un "clásico" que estaba en gran parte "perdido en la sombra de Aja y las mareas cambiantes de la música".

### Reconocimientos
Gaucho ganó el premio Grammy de 1981 a la mejor grabación de ingeniería no clásica.

## Posición en listas
El álbum alcanzó el puesto número 9 en la lista de álbumes de EE. UU. y fue certificado como disco de platino. "Hey Nineteen" alcanzó el puesto número 10 en la lista de singles de EE. UU. y pasó al puesto número uno en Canadá. El álbum alcanzó el puesto 27 en la lista de álbumes del Reino Unido.

## Lista de canciones
Todas las canciones compuestas por Donald Fagen y Walter Becker, excepto donde se nota.

| Cara A |                      |              |          |  |
| N.º    | Título               | Escritor(es) | Duración |  |
| 1.     | «Babylon Sisters»    |              | 5:49     |  |
| 2.     | «Hey Nineteen»       |              | 5:06     |  |
| 3.     | «Glamour Profession» |              | 7:29     |  |

| Cara B |                    |        |                              |          |  |
| N.º    | Título             | Música | Escritor(es)                 | Duración |  |
| 4.     | «Gaucho»           |        | Becker, Fagen, Keith Jarrett | 5:32     |  |
| 5.     | «Time Out of Mind» |        |                              | 4:13     |  |
| 6.     | «My Rival»         |        |                              | 4:34     |  |
| 7.     | «Third World Man»  |        |                              | 5:15     |  |

## Personal

### Steely Dan
- Donald Fagen - voz principal, coros, sintetizador (2-6), piano eléctrico (2-5), órgano (6)
- Walter Becker - bajo (2, 4, 5), guitarra (2, 5), solo de guitarra (4)

### Personal adicional
- Randy Brecker – trompeta (1, 4, 5), flugelhorn (1, 6)
- Wayne Andre – trombón (6)
- Tom Scott – saxofón alto, clarinete (1), saxofón tenor (1, 3, 4, 6), lyricon (3, 6), arreglos de vientos (3, 4, 6)
- David Sanborn – saxofón alto (5)
- Michael Brecker – saxofón (3, 5, 6)
- Dave Tofani – saxofón tenor (5)
- Ronnie Cuber – saxofón barítono (5)
- Walter Kane – clarinete (1)
- George Marge – clarinete
- Rob Mounsey – piano (3–5), sintetizador (7), arreglos de vientos (1, 5)
- Don Grolnick – piano eléctrico , Clavinet (1)
- Bill Tobin – piano eléctrico (3)
- Pat Rebillot – piano eléctrico (6)
- Joe Sample – piano eléctrico (7)
- Hiram Bullock – guitarra (6)
- Larry Carlton – guitarra líder (7)
- Rick Derringer – guitarra (6)
- Steve Khan – guitarra (1, 3, 4, 7), guitarra líder (6)
- Mark Knopfler – guitarra líder (5)
- Hugh McCracken – guitarras (2, 5)
- Chuck Rainey – bajo (1, 7)
- Steve Gadd – batería (3, 6, 7), percusión (2)
- Anthony Jackson – bajo (3, 6)
- Rick Marotta – batería (2, 5)
- Jeff Porcaro – batería (4)
- Bernard Purdie – batería (1)
- Errol "Crusher" Bennett – percusión (1, 4)
- Victor Feldman – percusión (2)
- Ralph MacDonald – percussion (3, 6)
- Nicholas Marrero – percusión (6)
- Michael McDonald (5), Patti Austin (1, 4, 5), Valerie Simpson (3–6), Frank Floyd (2, 3, 6), Diva Gray (1), Gordon Grody (1), Lani Groves (1), Lesley Miller (1, 3–5), Zachary Sanders (2, 3, 6), Toni Wine (1) – coros

## Producción
- Productor: Gary Katz
- Productores ejecutivos: Paul Bishow, Roger Nichols
- Ingenieros asistentes: John "Doc" Daugherty, Gerry Gabinelli, Craig Goetsch, Tom Greto, Barbara Isaak, Georgia Offrell, John Potoker, Linda Randazzo, Marti Robertson, Carla Bandini
- Coordinación de producción: Jeff Fura, Margaret Goldfarb, Shannon Steckloff
- Mezcla: Elliot Scheiner
- Coordinación: Michael Etchart
- Sequencias: Roger Nichols, Wendel
- Tracking: Elliot Scheiner, Bill Schnee
- Masterizacion: Bob Ludwig
- Agregados de grabación: Jerry Garszva, Roger Nichols
- Mezcla surround: Elliot Scheiner
- Arreglos rítmicos: Paul Griffin, Don Grolnick, Rob Mounsey, Steely Dan
- Arreglos de vientos: Rob Mounsey, Tom Scott
- Técnico de piano: Don Farrar
- Efectos especiales : Roger Nichols, Wendel
- Consultor: Daniel Levitin
- Dirección de arte: Vartan, Suzanne Walsh
- Diseño: Michael Diehl, Suzanne Walsh
- Asistente de diseño: John Tom Cohoe
- Fotografía: Rene Burri
- Investigación de fotografía: Ryan Null
- Notas internas: Walter Becker, Donald Fagen, Frank Kafka
- Traducción de notas internas: Victor Di Suvero